# 白季薩河

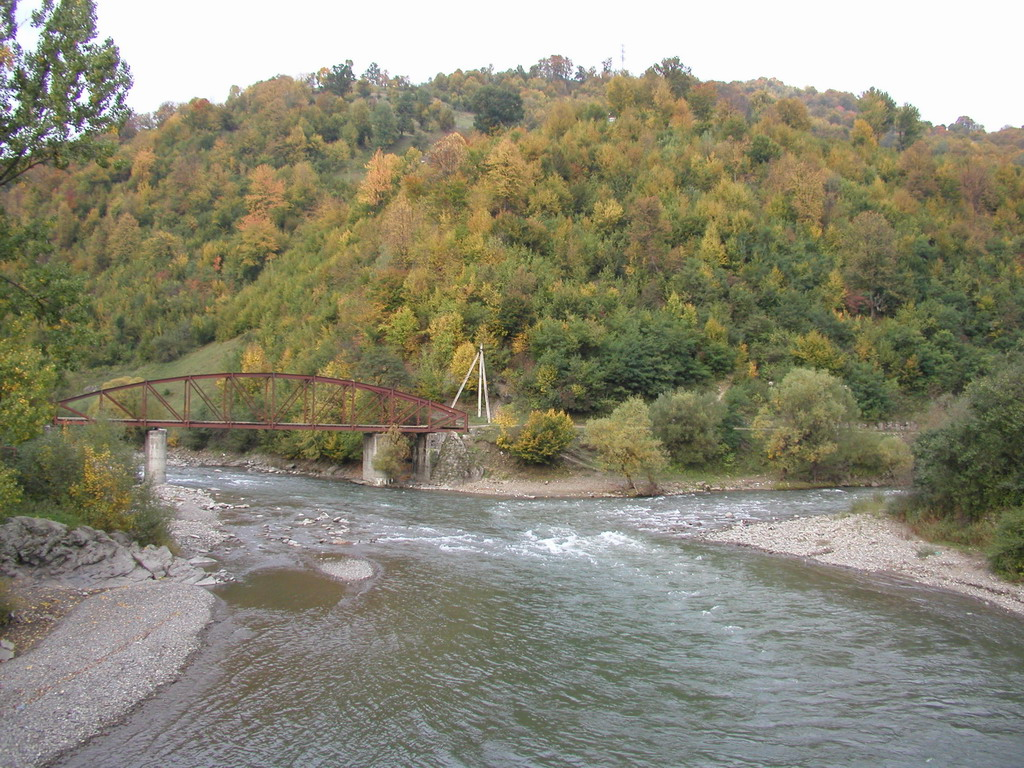

白季薩河（烏克蘭語：Біла Тиса），是烏克蘭的河流，位於該國西部外喀爾巴阡州，屬於黑季薩河的支流，流經拉希夫區，河道全長26公里，流域面積489平方公里。